# Y2K!
Y2K! — дебютный студийный альбом американской рэперши Ice Spice, изданный 26 июля 2024 года на лейблах 10K Projects и Capitol Records. В альбоме приняли участие Трэвис Скотт, Gunna и Central Cee.

## История
Карьера американской рэперши Ice Spice начиналась скромно: она начала исполнять рэп в 2021 году и выпустила несколько песен.
В сентябре 2022 года она подписала контракт с компанией 10K Projects, которая является импринтом Capitol Records. Ice Spice завоевала популярность во время выпуска своего дебютного мини-альбома Like..? (2023). Айс Спайс получила четыре сингла в десятке лучших хитов в американском хит-параде Billboard Hot 100 — «Boy’s a Liar Pt. 2» с PinkPantheress (№ 3), «Karma» Тейлор Свифт (№ 2), а также «Princess Diana» (№ 4) и «Barbie World» (№ 7) с Ники Минаж.
31 января 2024 года Спайс объявила, что её дебютный студийный альбом под названием Y2K! появится в 2024 году. Название альбома — это отсылка к тому, что она родилась 1 января 2000 года (Year2K). Она заявила, что альбом уже почти готов, а «сумасшедшее сотрудничество» было «заключено» за два дня до интервью. 5 июня 2024 года Айс Спайс показала обложку альбома и дату его выхода: 26 июля 2024 года. По словам Майкла Сапонары из Billboard, «на обложке, посвящённой Нью-Йорку […], она изображена в откровенных джинсовых шортах и зелёных ботинках, её руки лежат на бетонной стене, а сама она стоит у станции метро рядом с пожарным гидрантом. Надпись „Y2K“ нарисована горячим розовым цветом на мусорном баке».
12 июля 2024 года Спайс и Central Cee выпустили трек «Did It First», описанный Uproxx как наполовину джерсийский клубный, наполовину британский дрилл-трек, который «на 100 % принадлежит [Айс Спайс]» с характерным «пропульсивным» звучанием.

## Отзывы
| Совокупная оценка    | Совокупная оценка |
| Источник             | Оценка            |
| -------------------- | ----------------- |
| AnyDecentMusic?      | 6.1/10            |
| Metacritic           | 65/100            |
| Оценки критиков      |                   |
| Источник             | Оценка            |
| Clash                | 7/10              |
| Evening Standard     | [ 14 ]            |
| Exclaim!             | 6/10              |
| The Guardian         | [ 16 ]            |
| The Independent      | [ 17 ]            |
| The Line of Best Fit | 6/10              |
| NME                  | [ 19 ]            |
| Rolling Stone        | [ 20 ]            |
| The Telegraph        | [ 21 ]            |

Альбом получил в целом благоприятные отзывы критиков. На Metacritic альбом получил средний балл 65 на основе 15 рецензий.
Алексис Петридис из The Guardian написал, что альбом «не задерживается надолго, чтобы наскучить вам», и охарактеризовал его как «умышленно дрянной, короткий и одноразовый». Он отметил, что «Y2K! вряд ли войдет в пантеон великих рэп-альбомов», однако «это весело, пока это длится». Хелен Браун из The Independent написала, что в ее конфронтационном хвастовстве есть «злая заразительная энергия, остроумие и грязь».
Манкапрр Контех из Rolling Stone отметил, что в «В плотной 10-песенной программе, которая использует в своих интересах её ограниченный диапазон и наши сокращающиеся периоды внимания, Айс как никогда оживлена и многословна. …. Y2K — это Айс Спайс, которая прилагает усилия, чтобы построить что-то большее, не теряя себя, и в важных отношениях это окупается; это имеет значение».
Райн Дейли из New Musical Express написал в своей рецензии, что «Дебютный альбом звезды подаёт много надежд, но в то же время в нём есть и немного наполнителя. Это не шедевр, который заставит замолчать ненавистников, но и не тормознёт её стремительный взлёт».

## Коммерческий успех
В США Y2K! дебютировал под номером 18 в чарте Billboard 200 с 28 000 альбомных единиц, став самым низким местом в чарте для Ice Spice, но также самым продаваемым за неделю, обогнав мини-альбом 2023 года I Like…?, который был продан в количестве 15 000 единиц. Некоторые хип-хоп журналы отметили коммерческий провал альбома в чартах США и Европы, несмотря на успешные коллаборации Айс Спайс, выпущенные в 2023 году, и четыре номинации на премию Грэмми. Джо Прайс из Complex написал, что для альбома продолжительностью 23 минуты он «все равно показал впечатляющие результаты, учитывая краткость проекта» и методику Billboard для составления чартов по продажам. В Европе Y2K вошел только в литовский и французский чарты альбомов, соответственно под номерами 20 и 124.

## Список композиций
| №                   | Название                         | Автор(ы)                                                                        | Продюсеры                  | Длительность |
| ------------------- | -------------------------------- | ------------------------------------------------------------------------------- | -------------------------- | ------------ |
| 1.                  | «Phat Butt»                      | Isis Gaston Ephrem Lopez, Jr. Jamall Willingham Bernard Leverette D'Angelo Hunt | RiotUSA                    | 2:09         |
| 2.                  | «Oh Shh...» (с Трэвисом Скоттом) | Gaston Jacques Webster II Lopez Joshua Goldin-McCarthy                          | RiotUSA Goldin             | 2:41         |
| 3.                  | «Popa»                           | Gaston Lopez Javier Mercado Daniel Mohammadi                                    | RiotUSA Synthetic Upmadeit | 2:39         |
| 4.                  | «Bitch I'm Packin'» (с Gunna)    | Gaston Sergio Kitchens Lopez Mark Williams Raul Cubina Philip Müller            | RiotUSA Ojivolta DJH       | 2:42         |
| 5.                  | «Plenty Sun»                     | Gaston Lopez Mercado Mohammadi                                                  | RiotUSA Synthetic Upmadeit | 2:41         |
| 6.                  | «Did It First» (с Central Cee)   | Gaston Oakley Caesar-Su Lopez Nicolas Baran Lily Kaplan                         | RiotUSA Nico Baran Kaplan  | 1:58         |
| 7.                  | «BB Belt»                        | Gaston Lopez                                                                    | RiotUSA                    | 1:56         |
| 8.                  | «Think U the Shit (Fart)»        | Gaston Lopez Mercado Steven Giron                                               | RiotUSA Synthetic Venny    | 2:21         |
| 9.                  | «Gimmie a Light»                 | Gaston Lopez Sean Paul Henriques Troyton Rami                                   | RiotUSA                    | 2:06         |
| 10.                 | «TTYL»                           | Gaston Lopez                                                                    | RiotUSA                    | 2:03         |
| Общая длительность: | Общая длительность:              | Общая длительность:                                                             | Общая длительность:        | 23:18        |

## Чарты
| Чарт (2024)                            | Высшая позиция |
| -------------------------------------- | -------------- |
| Канада (Canadian Albums Chart)         | 54             |
| Литва (AGATA)                          | 20             |
| США (Billboard 200)                    | 18             |
| США (Billboard Top R&B/Hip-Hop Albums) | 3              |